# Ernst Ludwig von Gerlach

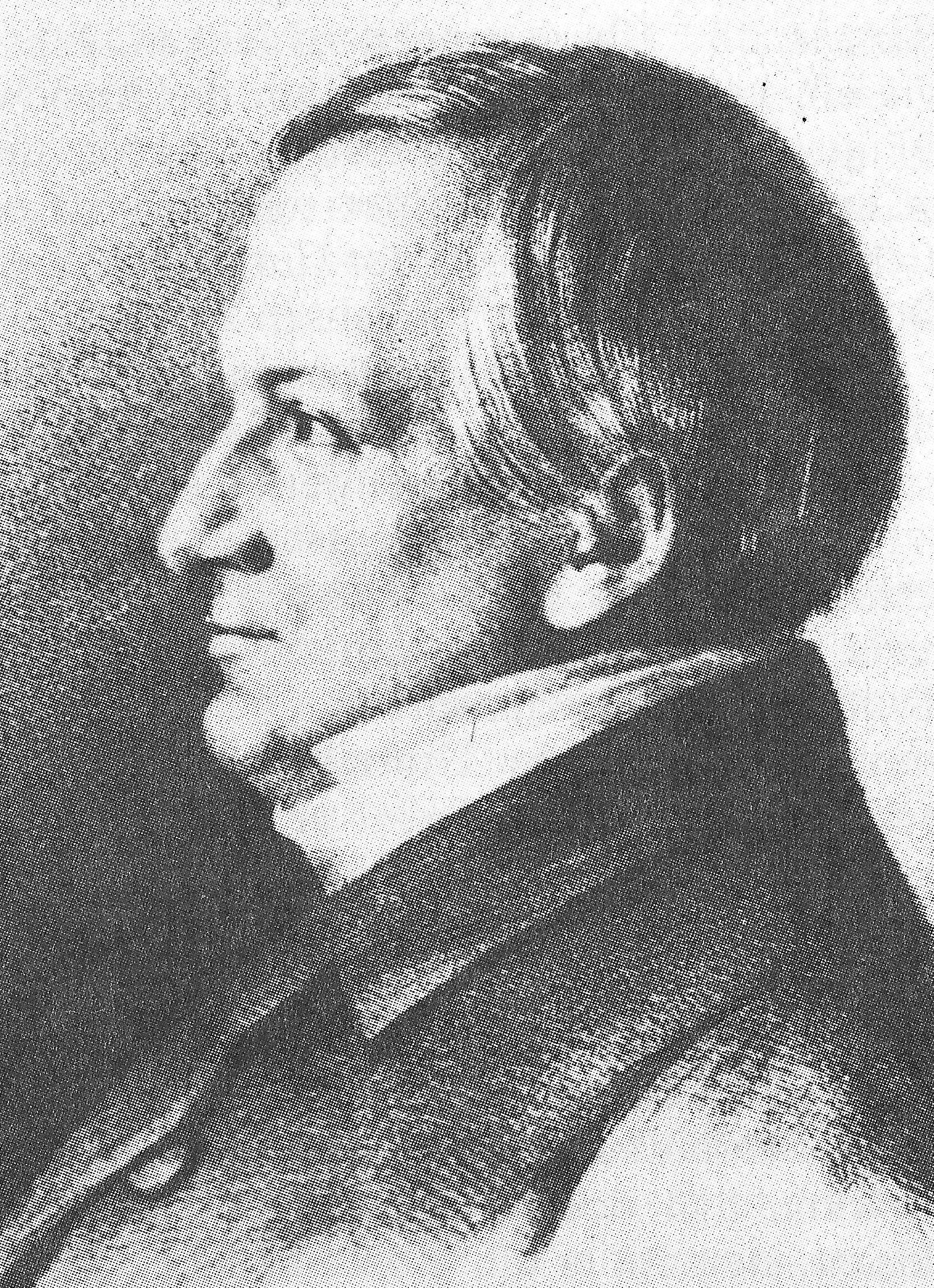
Ernst Ludwig von Gerlach

Ernst Ludwig von Gerlach, född 7 mars 1795 i Berlin, död där 18 februari 1877, var en tysk ämbetsman och publicist; bror till Otto von Gerlach.
Gerlach blev 1835 vice president vid överappellationsdomstolen i Frankfurt an der Oder och 1844 president vid överappellationsdomstolen i Magdeburg. År 1849 var han en av grundarna av "Neue Preußische Zeitung" ("Kreuzzeitung"), i vilken han skrev en månadsöversikt i reaktionär anda. År 1849 invaldes han i preussiska deputeradekammaren och var där en av ledarna för den yttersta högern. Han uppträdde 1866 mot Otto von Bismarcks annektionspolitik och var vid 1873 års lantdag en av de skarpaste motståndarna till de nya kyrkolagarna. År 1874 blev han avskedad ur statens tjänst till följd av en flygskrift mot regeringen. Kort före sin död invaldes han i tyska riksdagen.